# Xinluhe
Xinluhe är en ort i Kina. Den ligger i provinsen Hunan, i den södra delen av landet, omkring 270 kilometer väster om provinshuvudstaden Changsha. Antalet invånare är 490.
Runt Xinluhe är det ganska tätbefolkat, med 222 invånare per kvadratkilometer. Närmaste större samhälle är Tongwan, 8,5 km norr om Xinluhe. I omgivningarna runt Xinluhe växer i huvudsak blandskog.
Genomsnittlig årsnederbörd är 1 942 millimeter. Den regnigaste månaden är maj, med i genomsnitt 306 mm nederbörd, och den torraste är december, med 60 mm nederbörd.